# خاوتينغ
هي إحدى محافظات جنوب أفريقيا حيث تم تشكيلها في عام 1994م وتنقسم إلى 3 بلديات.
تقع خاوتينغ على هايفيلد، وهي أصغر مقاطعة من حيث مساحة الأرض في جنوب أفريقيا.

## توأمة
لخاوتينغ اتفاقيات توأمة مع:
- بافاريا

## أعلام
- هيكي بودلير
- نيل براند
- تيبوهو موكوينا
- مورتي مثالاني
- توماس أوستويزن